# راشای شمالی
راشای شمالی (به عربی: راشا الشمالیة) یک روستا در سوریه است که در ناحیه کفرنبل واقع شده‌است. راشای شمالی ۶۹۴ نفر جمعیت دارد.